# François Dossin
| (3198) Wallonia   | 30. Dezember 1981 |
| (3435) Boury      | 2. Dezember 1981  |
| (4440) Tchantchès | 23. Dezember 1984 |
| (6950) Simonek    | 22. Dezember 1982 |
| (39501) 1981 EV31 | 2. März 1981      |

François Dossin (* 1927; † 1998) war ein belgischer Astronom und Asteroidenentdecker.
Zwischen 1981 und 1984 entdeckte er am Observatoire de Haute-Provence  im Südosten von Frankreich insgesamt vier Asteroiden, einen fünften am Siding Spring Observatory, ein sechster, am 21. Dezember 1982 in Frankreich entdeckter aus der Gruppe der erdnahen vom Amor-Typ, der zugleich auch die Jupiterbahn kreuzt, ist noch nicht nummeriert, jedoch bereits mehrfach bestätigt und trägt die provisorische Bezeichnung 1982 YA.
1973 verkündete er, zusammen mit seinem Kollegen André Heck während einer Beobachtung der Totalen Sonnenfinsternis in Loyangalani in Kenia am 9. August 1973 die Entdeckung eines sonnennahen Objekts, das als Objekt Dossin-Heck benannt wurde. Da das Phänomen niemals später durch andere Beobachtungen bestätigt werden konnte, wird inzwischen ein Instrumentenfehler als wahrscheinlichste Ursache angenommen.